# Thế vận hội Mùa đông 1956
Thế vận hội Mùa đông 1956, hay Thế vận hội Mùa đông VII, được tổ chức từ 26 tháng 1 đến 5 tháng 2 năm 1956 tại Cortina d'Ampezzo (Ý), một khu nghỉ mát mùa đông tại dãy Alps. Tất cả có 32 quốc gia tham dự.

## Các quốc gia tham dự
| - Úc (10) - Áo (66) - Bỉ (6) - Bolivia (1) - Bulgaria (7) - Canada (37) - Chile (4) - Tiệp Khắc (41) - Phần Lan (34) - Pháp (37) - Đức (75) | - Anh Quốc (45) - Hy Lạp (3) - Hungary (2) - Iceland (8) - Iran (4) - Ý (79) - Nhật Bản (10) - Hàn Quốc (4) - Liban (3) - Liechtenstein (8) - Hà Lan (8) | - Na Uy (51) - Ba Lan (53) - România (20) - Liên Xô (67) - Tây Ban Nha (14) - Thụy Điển (68) - Thụy Sĩ (61) - Thổ Nhĩ Kỳ (6) - Hoa Kỳ (74) - Nam Tư (18) |

## Thành tích

### Bảng huy chương
| 1  | Liên Xô (URS)   | 7 | 3 | 6 | 16 |
| 2  | Áo (AUT)        | 4 | 3 | 4 | 11 |
| 3  | Phần Lan (FIN)  | 3 | 3 | 1 | 7  |
| 4  | Thụy Sĩ (SUI)   | 3 | 2 | 1 | 6  |
| 5  | Thụy Điển (SWE) | 2 | 4 | 4 | 10 |
| 6  | Hoa Kỳ (USA)    | 2 | 3 | 2 | 7  |
| 7  | Na Uy (NOR)     | 2 | 1 | 1 | 4  |
| 8  | Ý (ITA)         | 1 | 2 | 0 | 3  |
| 9  | Đức (GER)¹      | 1 | 0 | 1 | 2  |
| 10 | Canada (CAN)    | 0 | 1 | 2 | 3  |

¹ Tây Đức và Đông Đức tham dự như một đội tại Thế vận hội này.

### Theo bộ môn
- Trượt tuyết Alpine
- Xe trượt băng (bobsleigh)
- Trượt băng nghệ thuật (figure skating)
- Khúc côn cầu (hockey)
- Trượt tuyết Nordic
- Trượt băng (speed skating)